# 尼亚斯县
尼亚斯县隶属印度尼西亚北苏门答腊省，由尼亚斯岛和巴都群岛组成，面积5976km²，2000年人口678347。当地生产以农业为主，主要物产有椰子、橡胶、咖啡、丁香等。